# سلامت همراه

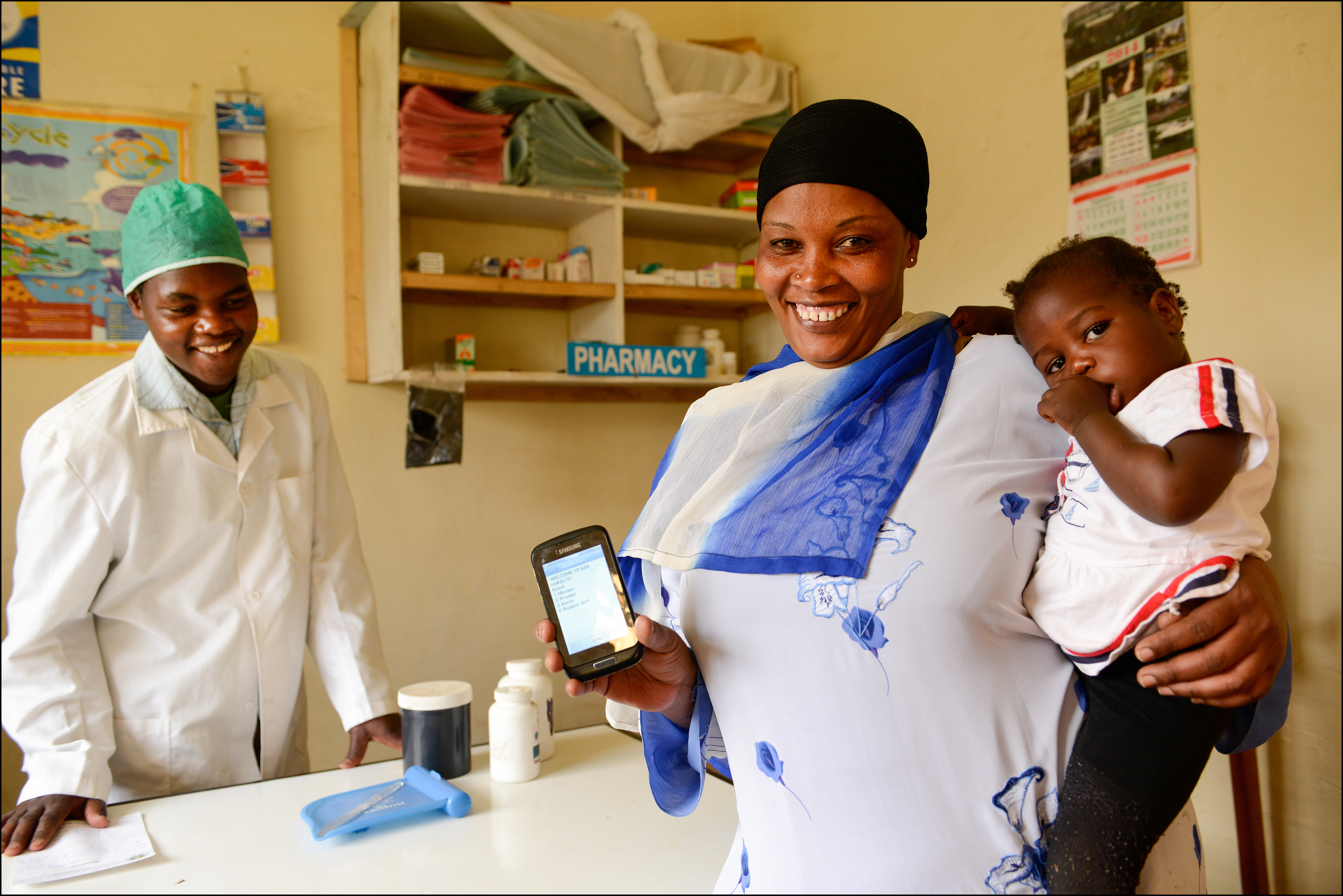
برنامه سلامت همراه

سلامت همراه (Mobile Health یا mHealth) به کاربرد تلفن همراه یا دستگاه‌های دیجیتال قابل حمل در خدمات بهداشتی درمانی به منظور بهبود سطح سلامت افراد گفته می‌شود. سلامت همراه یکی از زیر شاخه‌های سلامت الکترونیکی به‌شمار می‌رود.
با افزایش شمار کاربران تلفن همراه و گسترش گوشی‌های تلفن هوشمند و برنامه‌های کاربردی آن در حوزه سلامت، کاربردهای سلامت همراه در حال افزایش است. گسترش سریع اینترنت و شبکه‌های بیسیم در کنار پیشرفتهای صورت گرفته در افزایش توان پردازش و حافظه گوشی‌های تلفن هوشمند، زمینه‌ساز رشد چشمگیر سلامت همراه می‌باشد.
کاربردهای سلامت همراه را می‌توان به چند گروه اصلی آموزش و توانمند سازی، گردآوری اطلاعات، پایش و مراقبت از راه دور، و هماهنگی ارائه خدمات تقسیم گرد. گرچه سلامت همراه در بیماریهای گوناگونی بکار گرفته شده است، ولی نقش آن در بهبود خودمراقبتی بیماران مزمن بیشتر بوده است.